# Rio Cotaxé
O Rio Cotaxé, Rio do Norte ou ainda Braço Norte do Rio São Mateus é um rio brasileiro que nasce no estado de Minas Gerais, na cidade de Ouro Verde de Minas, desaguando no Rio São Mateus na cidade de São Mateus, sendo o principal afluente deste rio.